# جای نگرانی نیست
جای نگرانی نیست (انگلیسی: There Is No Need to Worry) با نام اصلیِ اولسون بر ثانیه یا نیازی به نگرانی نیست (سوئدی: Olsson per sekund eller Det finns ingen anledning till oro) یک تله‌فیلم درام سوئدی به کارگردانی لارس آمبل است که در سال ۱۹۸۱ میلادی منتشر شد.

## بازیگران
- استلان اسکاشگورد
- برگیتا آندرسون
- سونه ماینس
- آنیتا اکمیر
- پیتر لیندگرین
- آندش اوبری
- پونتوس گوستافسون
- برت-اوکه واری
- تومی کوربرگ
- لارس آمبل
- منا سلیتس
- متس برگمان
- اوله بیورکلوند
- یان نیگرن
- هانس والگرین